# (1487) Boda
(1487) Boda ist ein Asteroid des Hauptgürtels, der am 17. November 1938 von dem deutschen Astronomen Karl Wilhelm Reinmuth an der Landessternwarte Heidelberg-Königstuhl der Universität Heidelberg entdeckt wurde.
Der Asteroid ist nach dem deutschen Astronomen Karl Boda (1889–1942) benannt.